# Mikkelin Huili
Mikkelin Huili är en ö i Finland. Den ligger i sjön Kyyvesi och i kommunerna Sankt Michel och Kangasniemi och landskapet Södra Savolax, i den södra delen av landet, 230 km nordost om huvudstaden Helsingfors. Öns area är 2,4 hektar och dess största längd är 450 meter i sydöst-nordvästlig riktning.